# Kreis Grätz

Der Kreis Grätz

Der Kreis Grätz im Westen der preußischen Provinz Posen bestand in der Zeit von 1887 bis 1918. Das ehemalige Kreisgebiet gehört heute zur polnischen Woiwodschaft Großpolen.

## Größe
Der Kreis Grätz hatte eine Fläche von 429 km².

## Vorgeschichte

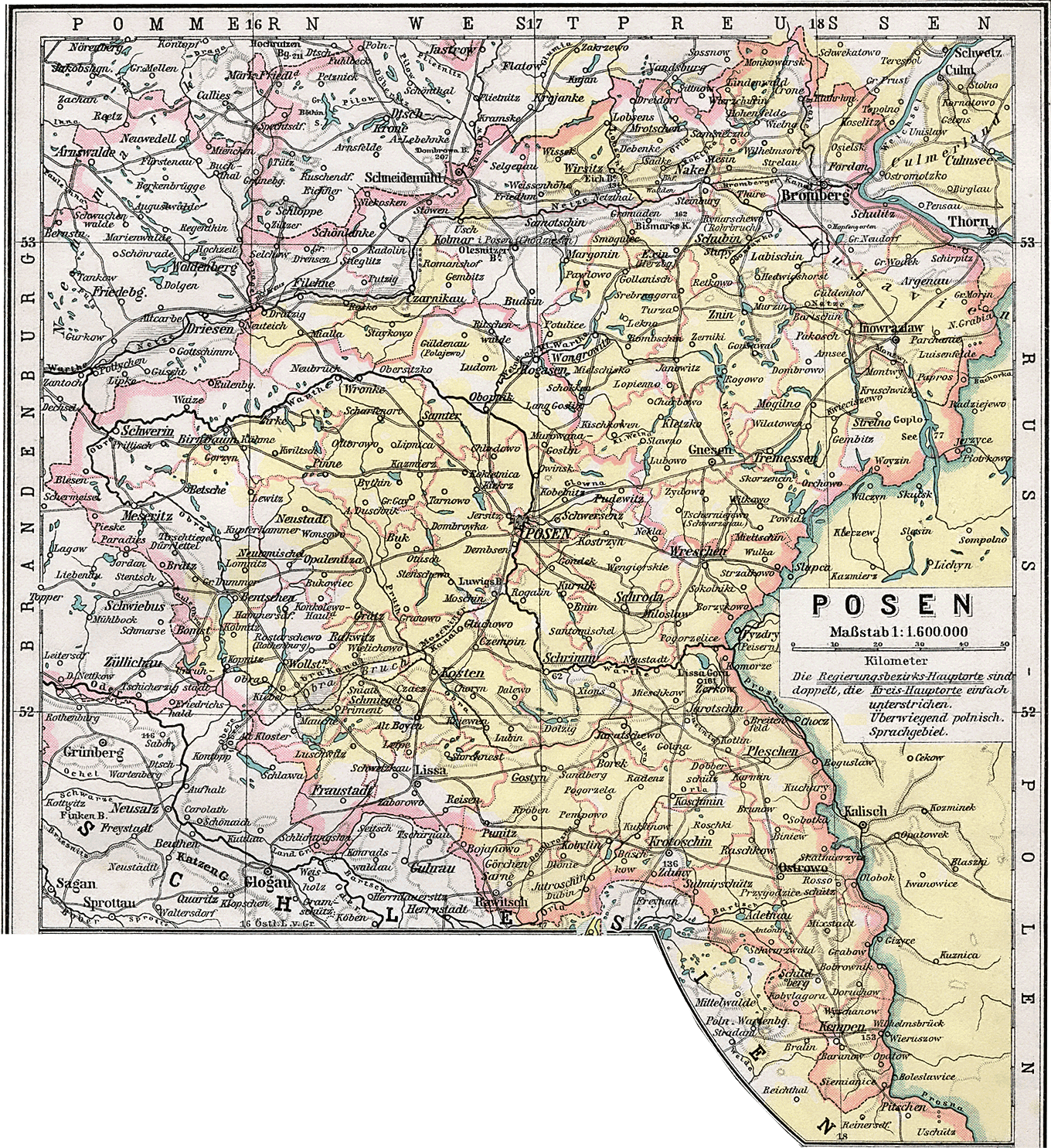
Der Kreis Grätz südwestlich von Posen und südöstlich von Neutomischel auf einer Landkarte der Provinz Posen von 1905 (Gelb markierte Flächen kennzeichnen Gebiete mit seinerzeit mehrheitlich polnischsprachiger Bevölkerung.)

Das Gebiet um die westpolnische Stadt Grodzisk Wielkopolski (Grätz) gehörte nach der Zweiten Teilung Polens von 1793 bis 1807 zur preußischen Provinz Südpreußen. Nach dem Frieden von Tilsit kam das Gebiet 1807 zum  Herzogtum Warschau.
Das Gebiet fiel nach dem Wiener Kongress am 15. Mai 1815 erneut an das Königreich Preußen. Bis zum 1. Oktober 1887 gehörte es zum Kreis Buk im Regierungsbezirk Posen der Provinz Posen.

## Verwaltungsgeschichte
Am 1. Oktober 1887 wurde aus dem Ostteil des Kreises Buk der Kreis Grätz gebildet, während der Westteil zum Kreis Neutomischel wurde.
Zum neuen Kreis Grätz kamen:
- die Städte Grätz, Buk und Opalenitza,
- der Polizeidistrikt Grätz,
- der Polizeidistrikt Buk und
- Teile des benachbarten Polizeidistriktes Kuschlin (Landgemeinde Lenker Hauland sowie die Landgemeinden und Gutsbezirke Rudnik, Sliwno, Trzcionka und Turkowo).

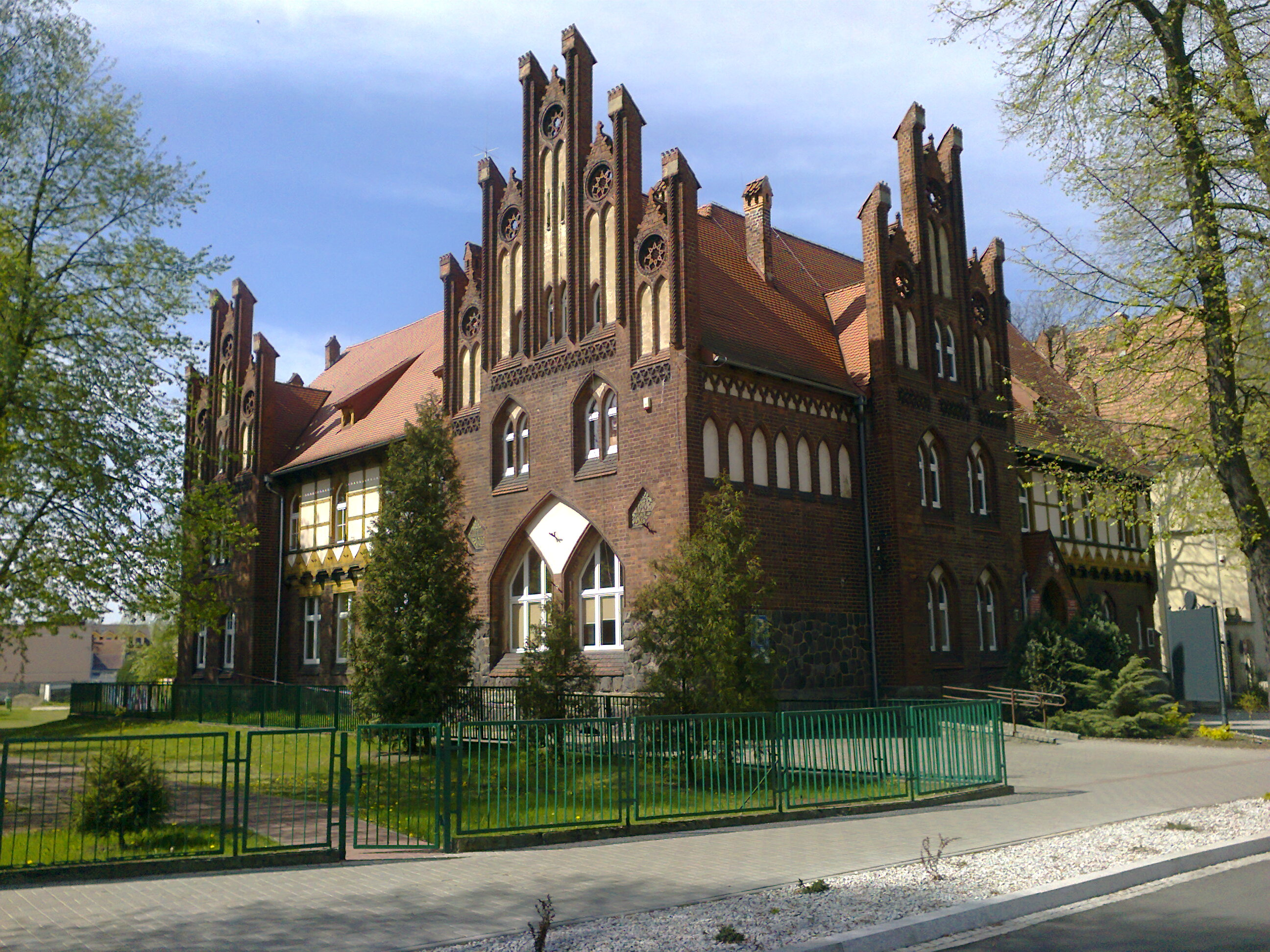
Das ehemalige Landratsamt in Grätz

Kreisstadt und Sitz des Landratsamtes war Grätz.
Am 27. Dezember 1918 begann in der Provinz Posen der Großpolnische Aufstand der polnischen Bevölkerungsmehrheit gegen die deutsche Herrschaft, und bereits am 29. Dezember 1918 war die Kreisstadt Grätz unter polnischer Kontrolle.
Am 16. Februar 1919 beendete ein Waffenstillstand die polnisch-deutschen Kämpfe, und am 28. Juni 1919 trat die deutsche Regierung mit der Unterzeichnung des Versailler Vertrags den Kreis Grätz auch offiziell an das neu gegründete Polen ab. Aus dem Kreis Grätz wurde der polnische Powiat Grodzisk. Am 1. April 1932 wurde der Powiat Grodzisk aufgelöst und mit dem Powiat Nowy Tomyśl wiedervereinigt.

## Einwohnerentwicklung
| Jahr | Einwohner | Quelle |
| ---- | --------- | ------ |
| 1890 | 32.707    |        |
| 1895 | 33.650    | [ 1 ]  |
| 1900 | 34.420    | [ 2 ]  |
| 1910 | 36.483    | [ 2 ]  |

Von den Einwohnern im Jahre 1890 waren 82 % Polen und 18 % Deutsche. Die Mehrzahl der deutschen Einwohner verließ nach 1919 das Gebiet.

## Politik

### Landräte
1887–189900Daum
1899–191000Boltze
1910–191700Rudolf von Pommer-Esche (1872–1952)
1918–191900von Klitzing (kommissarisch)

### Wahlen
Der Kreis Grätz gehörte zusammen mit den Kreisen Kosten, Neutomischel und Schmiegel zum Reichstagswahlkreis Posen 4. Der Wahlkreis wurde bei den Reichstagswahlen zwischen 1887 und 1912 von Kandidaten der Polnischen Fraktion gewonnen:
- 188700Ludwig von Mycielski
- 189000Idzizlaw Czartoryski
- 189300Idzizlaw Czartoryski
- 189800Stephan Cegielski
- 190300Witold von Skarzynski
- 190700Witold von Skarzynski
- 191200Franciszek von Morawski

## Kommunale Gliederung
Zum Kreis Grätz gehörten die drei Städte Grätz, Buk und Opalenitza. Die restlichen (Stand 1908) 52 Landgemeinden und 26 Gutsbezirke waren zu Polizeidistrikten zusammengefasst.

## Gemeinden
Am Anfang des 20. Jahrhunderts gehörten die folgenden Gemeinden zum Kreis:
| - Borzyslaw - Buk, Stadt - Chrustowo - Dakowy Mokre - Dakowy Suche - Dobiezyn - Dobra - Druzyn - Gnin - Granowo - Grätz, Stadt - Gromblewo - Großdorf - Januschewice | - Kalwy - Kobylnik - Konkolewo - Kopanke - Kotowo - Kozlowo - Kubaczyn - Kurowo - Lagwy - Lassowko - Lenker Hauland - Niegolewo - Niepruschewo - Opalenitza, Stadt | - Otusch - Paulsdorf - Ptaszkowo - Rojewo - Rudnik - Schwarzhauland - Sielinko - Sliwno - Slocin - Slocin Hauland - Snowidowo - Strzelce - Strzempin - Szewce | - Terespotocke - Troszczyn - Trzcionka - Turkowo - Ujazdek - Urbanowo - Usciencice - Weißhauland - Wiktorowo - Woynowice - Wysoczka - Zdroj - Zegowo - Zemsko |

Die Gemeinde Doktorowo wurde am 1. April 1905 in die Stadt Grätz eingemeindet.
Bis auf wenige Ausnahmen galten nach 1815 die polnischen Ortsnamen weiter, zu Beginn des 20. Jahrhunderts wurden mehrere Ortsnamen eingedeutscht. Während der deutschen Besetzung im Zweiten Weltkrieg erhielten sämtliche Ortschaften deutsche Bezeichnungen.